# Mjölö pennor
Mjölö pennor, finska: Peninkarit, är en ö i Finland. Den ligger i Finska viken och i kommunen Helsingfors i den ekonomiska regionen  Helsingfors i landskapet Nyland, i den södra delen av landet. Ön ligger nära Helsingfors.
Öns area är 0,9 hektar och dess största längd är 200 meter i nord-sydlig riktning.